# ドブラーダ

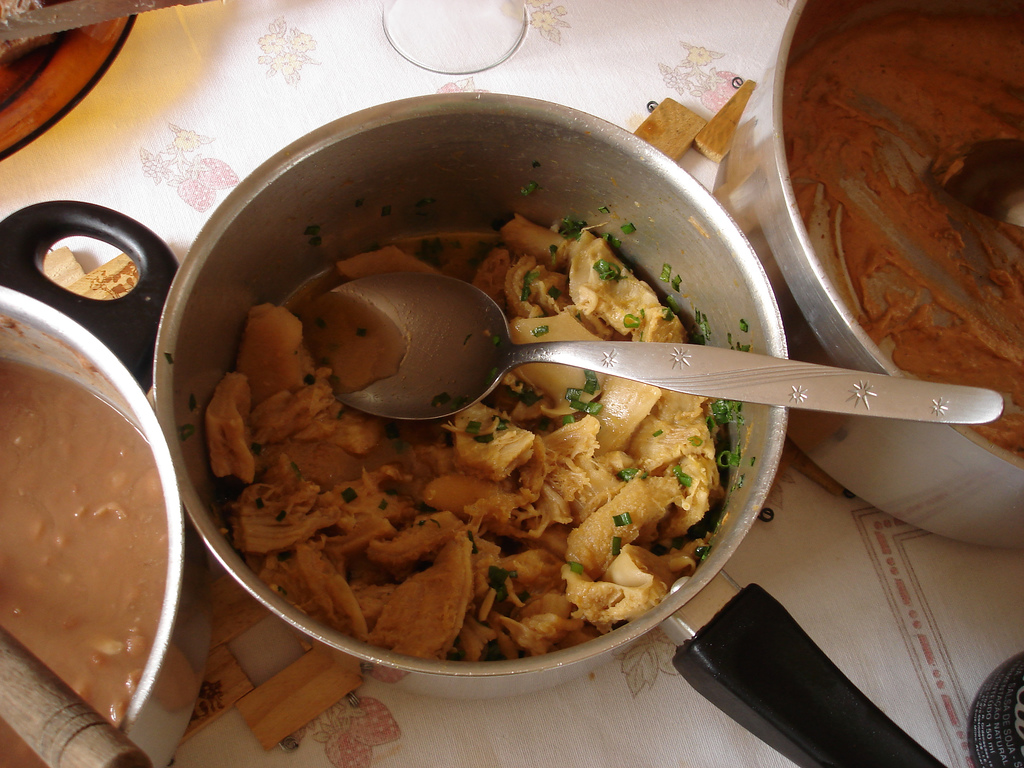
ドブラーダ

ドブラーダ(ポルトガル：Dobrada、ブラジル：dobradinha)は、伝統的なポルトガル料理、ブラジル料理である。ウシの胃をパプリカ、トマトペースト、タマネギ、ニンニク、クローブ、赤唐辛子ペースト等で味付けし、ネギやミントを飾る。また、スライスしたニンジンとライマメを加えることも不可欠である。特にポルトでは白飯にかけて提供されることが多く、トリパス・ア・モーダ・ド・ポルトと呼ばれる。

## 起源

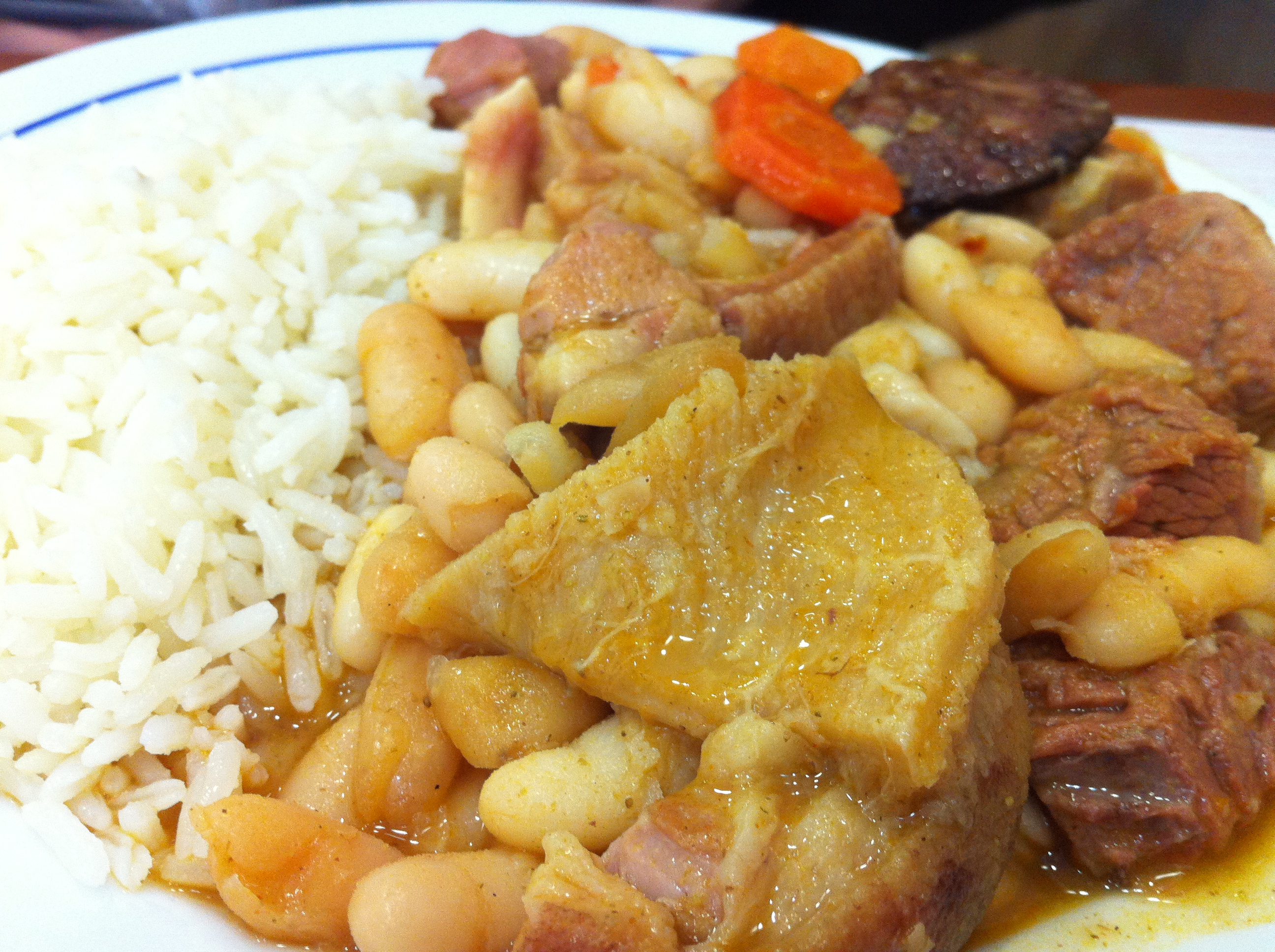
トリパス・ア・モーダ・ド・ポルト

この料理は、ポルトガル北部のポルトが発祥で、ドブラーダ(dobrada)または、ポルト人のニックネームであるtripeirosからトリパス(tripas)と呼ばれた。15世紀以来、ポルトガルの伝統的な料理であり、ブラジルの伝統にもなった。

## 文化での言及
ポルトガルの詩人フェルナンド・ペソアは、ドブラーダをテーマに"Dobrada a moda do Porto"という詩を書いた。
イギリスのジョークサイトであるTripe Maeketing Boardは、2014年ワールドカップのレシピカードシリーズで、この料理を特集した。